# Node-RED
Node-RED és una eina de programari desenvolupada per l'empresa IBM que permet connectar dispositius físics en l'anomenat internet de les coses.

## Història
Node-Red es va anunciar a inicis del 2013 com un projecte de Nick O'Leary i Dave Conway-Jones del grup de tecnologies emergents d'IBM. Va ser programari lliure el setembre del 2013 i està mantingut per l'organització JSFoundation des d'octubre de 2016.
La programació visual basada en diagrames de flux va ser inventada per J.Paul Morrison l'any 1970.

## Propietats
- La programació Node-RED està basada en eines visuals de diagrames de flux.
- La interfície de Node-RED és una pantalla de navegador internet i s'executa damunt les biblioteques de programari escrites en JavaScript anomenades Node.js.

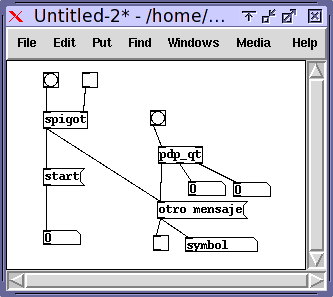
Fig.1 Exemple d'editor visual de diagrames de flux

- Fig.1 Exemple d'editor visual de diagrames de fluxLes dades creades per Node-READ estan codificades en el format obert anomenat JSON.

## Versions
| Versió     | Data | Notes                                   |
| ---------- | ---- | --------------------------------------- |
| 18/01/2016 | 0.13 |                                         |
| 14/06/2'16 | 0.14 |                                         |
| 11/11/2016 | 0.15 |                                         |
| 17/11/2016 | 0.15 | Passa a formar part de la JS Foundation |
| 11/01/2017 | 0.16 |                                         |

## Altres entorns de programació visual
- Scratch: llenguatge de programació visual adreçat a l'aprenentatge creat pel MIT.
- VRL-Studio: llenguatge de programació visual adreçat a l'aprenentatge i la investigació creat per la universitat Goethe de Frankfurt.[6]
- Pure Data: llenguatge de programació visual adreçat a la creació de música.